# 木南仁
木南 仁（きみなみ まさし）は、日本の特許庁技官。工学修士。元特許庁審判部部門長。元工業所有権協力センター(IPCC)電気部門主幹。瑞宝小綬章受章。
専門は、特許法・工業所有権、知的財産・電気工学。

## 略歴
1967年大阪工業大学工学部電気工学科卒業。1969年同大学大学院修士課程電気工学専攻修了。1970年通商産業省（現：経済産業省）特許庁に入庁。その後、審査官、特許管理官、審判長、部門長などを歴任し、2000年財団法人工業所有権協力センター(IPCC)電気部門主幹。2013年退職。 2016年春の叙勲で瑞宝小綬章受章。

## 主な考察
- 特許からみたディスプレイ技術の動向[3]